# Список округов Род-Айленда
Штат Род-Айленд включает в себя 5 округов. По данным за 2010 год население штата составляет 1 052 567 человек, таким образом средняя численность населения в округе составляет 210 513 человек. Площадь штата составляет 4002 км², таким образом средняя площадь округа (включая площадь водной поверхности) составляет ок. 800 км², а средняя плотность населения — 262,69 чел./км². Наиболее населённым округом является Провиденс, где располагается столица штата город Провиденс. Этот же округ является наибольшим по площади. Наименее населённым является округ Бристол, и в нём же наблюдается наиболее высокая распределённая плотность населения в штате. Также этот округ — наименьший по площади.
По федеральному стандарту обработки информации (FIPS), каждый округ имеет пятизначный код. Он состоит из кода штата (44 для Род-Айленда) и трёхзначного кода округа. Ссылка с кода в таблице ведёт на страницу результатов переписи населения для каждого округа.
| Название  | FIPS | Окружной центр | Основан | Образован из | Назван в честь                                                                                               | Население | Площадь  | Карта                           |
| --------- | ---- | -------------- | ------- | --- | --- | --------- | -------- | ------------------------------- |
| Бристол   | 001  | Бристол        | 1747    | Образован в ходе отделения части территории от округа Бристол штата Массачусетс по результатам резолюции по разделу колониальных земель. | город Бристоль в Англии                                                                                      | 49 875    | 62 км²   | Округ Бристол на карте штата.   |
| Вашингтон | 009  | Саут-Кингстаун | 1729    | Образован из округа Провиденс-Плантейшенс. Изначально получил имя Кингс; в 1781 году был переименован в Вашингтон.                       | генерал Джордж Вашингтон (1732—1799), участник войны за независимость и первый президент США                 | 126 979   | 852 км²  | Округ Вашингтон на карте штата. |
| Кент      | 003  | Ист-Гринуич    | 1750    | округ Провиденс | графство Кент в Англии                                                                                       | 166 158   | 435 км²  | Округ Кент на карте штата.      |
| Ньюпорт   | 005  | Ньюпорт        | 1703    | Изначально получил имя Род-Айленд. В 1729 году переименован в Ньюпорт.                                                                   | город Ньюпорт в графстве Эссекс в Англии                                                                     | 82 888    | 264 км²  | Округ Ньюпорт на карте штата.   |
| Провиденс | 007  | Провиденс      | 1703    | Изначально получил имя Провиденс-Плантейшенс. В 1729 году переименован в Провиденс.                                                      | Промысл Божий как отражение религиозных взглядов основателя колонии теолога Роджера Уильямса (ок. 1603—1683) | 626 667   | 1059 км² | Округ Провиденс на карте штата. |